# Cleora caminariata
Cleora caminariata är en fjärilsart som beskrevs av Fuchs 1884. Cleora caminariata ingår i släktet Cleora och familjen mätare. Inga underarter finns listade i Catalogue of Life.